# 金縣 (柏興府)
金縣，元代及明初雲南的一個縣，以縣境斛僰和山出金故名，在今四川省鹽源縣窪里鄉。

## 沿革
- 至元十五年（1278年）置金州，至元二十七年（1290年）降為金縣[2]。
- 洪武十五年（1382年）三月入明，屬柏興府[3]，洪武中改為柏興千戶所，所隸建昌衛，後改為鹽井衛軍民指揮使司。